# Che bambola!!/Giacomino
Che bambola!!/Giacomino è un singolo di Fred Buscaglione e i suoi Asternovas, pubblicato il 22 ottobre 1955 ed inserito nel primo album Fred Buscaglione e i suoi Asternovas.
Il singolo vendette circa 980 000 copie in assenza di qualsiasi battage pubblicitario.

## Tracce
Lato A
1. Che bambola!! (testo: Chiosso - musica: Buscaglione)

Lato B
1. Giacomino (Saitto)